# 스즈키 도시오 (자동차 경주 선수)

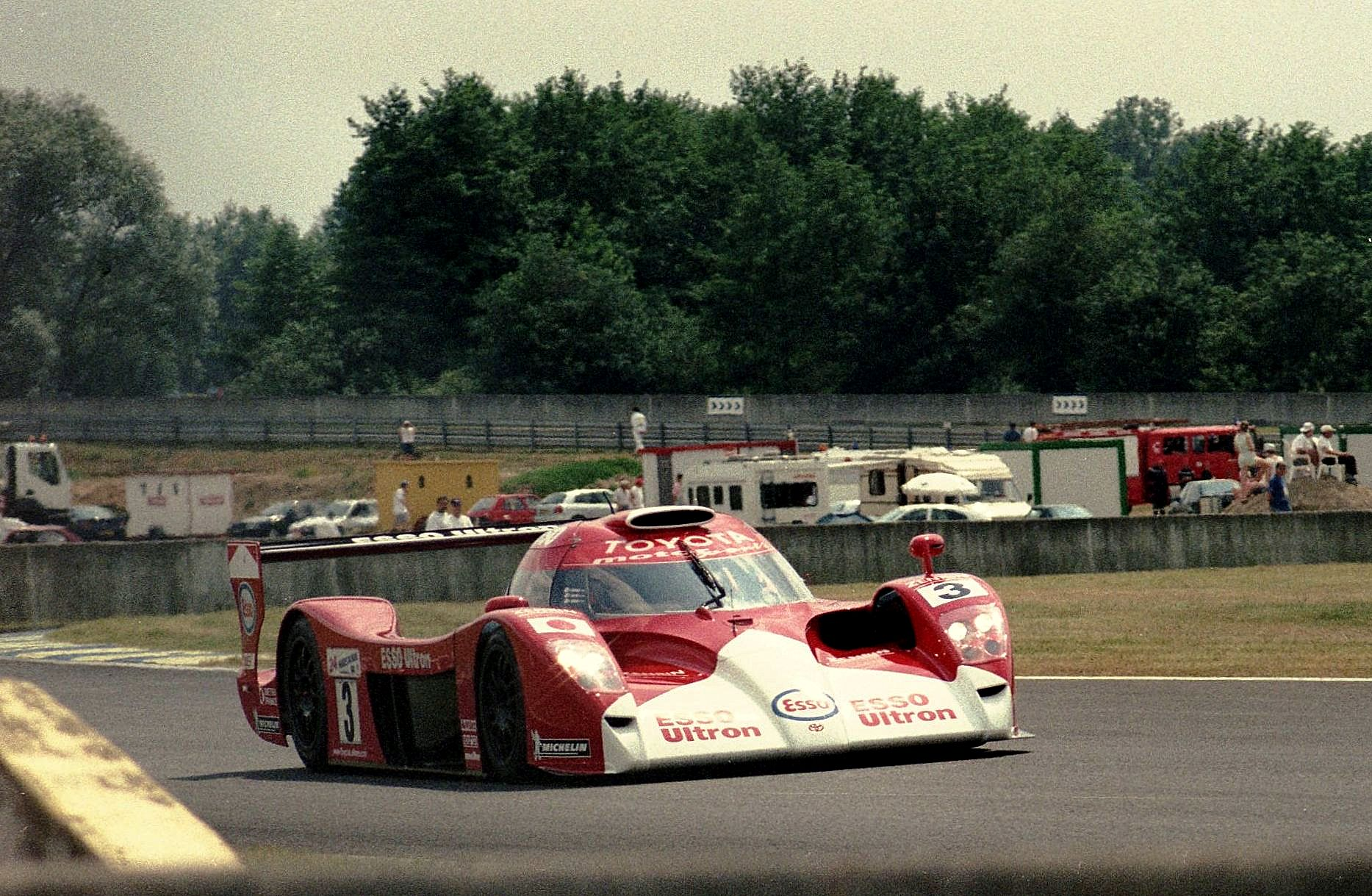

스즈키 도시오(鈴木利男, 1955년 3월 10일 ~ )는 일본의 레이싱 드라이버였다.

## 경력
1975년과 1976년에 전일본 카트 선수권 시리즈 챔피언이 되었고, 1979년에는 일본 F3 챌린지 컵 (현 전일본 F3) 초대 챔피언이 되었다. 그 후, 영국 F3에 참가했다.
그 후 1980년대에서 2000년대에 걸쳐, 전일본 F2 선수권 → 전일본 F3000 선수권 → 포뮬러 닛폰, 전일본 투어링카 선수권, 전일본 GT 선수권 대회와 전일본 선수권 격식의 다양한 레이스에서 활약하고 수많은 우승이나 연단 거리의 상위 입상을 했다.
또한 르망 24시에도 많이 참가하였으며, 1999년에는 종합 2위를 차지했다.
또한 1995년에는 전일본 F3000 선수권 대회에서 우승했다. 또한 전일본 F3000은 1995년이 마지막 경기였기 때문에 스즈키가 마지막 챔피언이 되었다.